# Francesco Fulvio Frugoni
Francesco Fulvio Frugoni (Gènova, 1620 — Venècia, 1684/89) fou un literat i eclesiàstic italià del període barroc.
Frare de l'Orde dels Mínims, Frugoni escriví obres religioses (Il triplicato trionfo). També fou autor de novel·les (La vergine parigina), de biografies i de drames musicals. L'any 1643 escriví el poema La guardinfanteide. Il cane di Diogene (1687-88), l'obra més important, és una mena d'enciclopèdia satírica de les seves experiències humanes i literàries.